# Montejícar
Montejícar é um município da Espanha na província de Granada, comunidade autónoma da Andaluzia, de área 89,2 km² com população de 2575 habitantes (2007) e densidade populacional de 30,67 hab/km².

## Demografia
| Variação demográfica do município entre 1991 e 2004 | Variação demográfica do município entre 1991 e 2004 | Variação demográfica do município entre 1991 e 2004 | Variação demográfica do município entre 1991 e 2004 |
| --------------------------------------------------- | --------------------------------------------------- | --------------------------------------------------- | --------------------------------------------------- |
| 1991                                                | 1996                                                | 2001                                                | 2004                                                |
| 3012                                                | 3006                                                | 2780                                                | 2686                                                |